# Bovera
Bovera – gmina w Hiszpanii, w prowincji Lleida, w Katalonii, o powierzchni 30,97 km². W 2011 roku gmina liczyła 315 mieszkańców.